# Slingsby Hengist
Slingsby T18 Hengist var ett brittiskt lastglidflygplan, som var tänkt att fungera i rollen som trupptransport av specialsoldater.
Efter att den brittiska militärledningen tagit del av den tyska användningen av DFS 230 glidflygplan under inledningen av andra världskriget vid Eben Emael blev Slingsby Sailplanes involverade i framtagandet av en brittisk motsvarighet. Vid Slingsby skissade man på lastglidflygplanet Slingsby T17 som kunde bära åtta soldater. Men konstruktionen godkändes inte av Air Ministry, som istället valde att satsa på General Aircrafts Hotspur. Slingsby fick ett kontrakt på att licenstillverka 13 Hotspur.
Vid Air Ministry ansåg man att Hotspur var för liten och man utarbetade en ny specifikation. Kraven i specifikationen X.25/40 var att flygplanet skulle kunna bogseras i 240 km/h och bära 14 fallskärmssoldater med den personliga stridsutrustningen ombord. Dessutom skulle flygplanen vara så starka att tre lastade flygplan skulle klara av att bogseras i ett tåg efter ett bogserflygplan. Glidflygplanet skulle även vara konstruerat så att det kunde fälla fallskärmssoldater för att sedan återvända till startplasen.  
Flygplanet konstruerades av John "Jack" Frost som tidigare verkat som konstruktör vid Airspeed Ltd och Westland Aircraft. En fullskalemodell visades upp 22 januari 1941 och Air Ministry beställde fyra prototypflygplan från Slingsby Sailplanes. Det första flygplanet blev färdigställt i slutet av 1941. Första provflygningen genomfördes i januari 1942 från ett stråk i Dishforth. Som bogserflygplan användes en Whitley. När prototypflygplan två flygtestades i Dishforth 1943 havererade flygplanet men Air Ministry ansåg ändå att man skulle fortsätta utvecklingen av flygplanet. 
Efter flygutprovningen beställdes ytterligare 14 flygplan som levererades mellan februari 1943 och mars 1944, men endast två av flygplanen levererades till Glider Pilots Exercise Unit. Övriga flygplan fördes till olika försöksanläggningar för utvärdering eller ställdes i förråd tills de skrotades 1946. Orsaken till att flygplanet inte kom till militär användning var att man ändrade den militära taktiken. Fallskärmssoldater skulle inte längre fällas från glidflygplan, och glidflygplanen skulle landa vid anfallsmålet. Hengist som konstruerats för trupptransport var för smal för att kunna lasta fordon och tyngre vapen, och en ombyggnad var inte möjlig. 
Flygplanet var det största produkt som tillverkats vid Slingsbys fabrik i Kirbymoorside. Flygplanskroppen tillverkades i trä och uppvisade ett rektangulärt tvärsnitt med en V-formad undersida. Spanten i kroppen var klädd med plywood. Hela taket över kabinutrymmet kunde lösgöras för att tjäna som en utrymningsväg om flygplanet drabbades av en olycka. Vingen var tillverkad i tre större delar. Mittsektionen som var fastsatt i flygkroppens tak var utrustad med en uppsättning klaffar och luftbromsar medan de yttre sektionerna var försedda med skevroder och ytterligare en uppsättning luftbromsar. Landstället bestod av två hjul under vingens framkant samt en sporre under fenan. Det visade sig vid flygutprovningen att sporren kunde ställa till problem. När flygplanet bogserades längs med fältet under starten blev sporren så varm av friktionen att brand kunde uppstå i flygplanets stjärtparti. Problemet löstes genom att förse sporren med en dolly som släppte från flygplanet vid lättningen. 
När Air Ministry bestämde sig för att avbryta tillverkningen och utvecklandet av flygplanet var endast 18 flygplan tillverkade. Slingsby Sailplanes kom istället att arbeta med modifieringar av det amerikanska glidflygplanet Waco CG-4 och tillverkning av ett halvdussin Slingsby T19 målflygplan, samt utvärdering av konstruktören Leslie Baynes idé att förse stridsvagnar med vingar som kunde frikopplas efter att stridsvagnen tagit mark efter en flygbogsering.
Flygplanet namngavs efter den legendariske jutiske erövraren Hengist och hans bror Horsa fick ge namn åt ett annat glidflygplan.